# Konstantin Samojłow
Konstantin Iwanowicz Samojłow (ros.  Константин Иванович Самойлов, ur. 5 października?/17 października 1896 w Baku, zam. 19 września 1951 w Moskwie) – radziecki wojskowy, kontradmirał.

## Życiorys
Urodził się w Baku w rodzinie nauczyciela rysunku. Ukończył realne gimnazjum w Baku. W trakcie nauki w szkole pływał jako chłopiec pokładowy na statkach handlowych po Morzu Kaspijskim. Po ukończeniu gimnazjum rozpoczął w 1914 roku na wydziale inżynieryjnym Petersburskim Instytutu Politechnicznego. Z braku funduszy nie mógł kontynuować nauki. 
We wrześniu 1914 roku został powołany do specjalnej klasy podchorążych marynarki wojennej w Petersburgu, którą ukończył w marcu 1917 roku w stopniu miczmana
. a w kwietniu 1917 roku został oficerem wachtowym na pancerniku „Połtawa”. W maju tegoż roku został szefem wachty na tym okręcie, a potem dowódcą kompanii. Jesienią 1917 roku został skierowany na kurs oficerów artylerii na transportowcu „Ryga”. 
W 1918 roku wstąpił ochotniczo do Marynarki Wojennej Armii Czerwonej, a po ukończeniu kursu w marcu 1918 roku został czwartym oficerem artylerii na pancerniku „Połtawa”. Uczestniczył w ewakuacji rosyjskich okrętów z Helsinek do Kronsztadu, a w kwietniu 1918 roku został trzecim oficerem artylerii pancernika „Połtawa”. 
W czasie wojny domowej służył od listopada 1918 roku na okrętach Wołżańskiej, Astrachańsko-Kaspijskiej i Wołżańsko- Kaspijskiej Flotylli Wojennej. W grudniu 1918 roku został oficerem artylerii kanonierki „Krasnoje Znamia”, a od stycznia 1919 roku oficerem flagowym artylerii brygady kanonierek rzecznych i jednocześnie oficerem artylerii kanonierki „Tretij Internacionał”. W marcu 1919 roku uczestniczył w tłumieniu powstania antybolszewickiej w Astrachaniu, dowodził obroną prawego brzegu Wołgi. Następnie jako oficer artylerii kanonierki „Tretij Internacionał” brał udział w walkach z wojskami białogwardyjskimi w dolnym biegu Wołgi, a od końca maja uczestniczył w obronie Carycyna. W lipcu 1919 roku został dowódcą niszczyciela „Diejatielnyj”, działającego na Morzu Kaspijskim. Jeszcze latem 1919 roku został skierowany do Moskwy i Petersburga w sprawie zaopatrzenia flotylli w sprzęt i uzbrojenie. W październiku 1919 roku został szefem artylerii portu rzecznego w Niżnym Nowogrodzie i jednocześnie szefem prac nad uzbrojenie artyleryjskim okrętów flotylli. W maju 1920 roku został dowódcą kanonierki „Lenin” i jako jej dowódca brał udział w operacjach wojskowych na południu Morza Kaspijskiego.
Po zakończeniu wojny domowej w styczniu 1921 roku został dowódcą dywizjonu kanonierek na Morzu Kaspijskim, będąc przy tym dowódcą kanonierki „Lenin”. W listopadzie 1922 roku został szefem oddziału okrętów Sił Morskich Morza Kaspijskiego, a od września 1923 roku jednocześnie pomocnikiem dowódcy Sił Morskich Morza Kaspijskiego. W październiku 1924 roku został dowódcą pancernika „Pariżskaja Kommuna”, wchodzącego w skład Floty Bałtyckiej. Będąc dowódca pancernika w 1926 roku ukończył wyższy kurs dowódczy w  Wojskową Akademię Morską Robotniczo-Chłopskiej Czerwonej Marynarki Wojennej. W 1929 roku dowodząc pancernikiem przeprowadził go z Bałtyku na Morze Czarne, zawijając po drodze do Brestu i Neapolu. 
W sierpniu 1930 roku został wykładowcą Wojskowej Akademii Morskiej w Leningradzie, a w kwietniu 1931 roku kierownikiem katedry wyszkolenia bojowego w tej Akademii i w lutym 1932 roku jednocześnie szefem specjalnego kursu akademii. W lipcu 1936 roku został dowódcą brygady pancerników Floty Bałtyckiej. W marcu 1938 roku powrócił do Akademii Morskiej jako starszy wykładowca, a w lipcu 1939 roku został szefem katedry taktyki ogólnej wydziału dowodzenia Akademii. We wrześniu 1939 roku został szefem Zarządu Szkolenia Marynarki Wojennej i jednocześnie od lipca 1940 roku starszym naczelnikiem morskim Leningradu. Był autorem dwutomowego „Słownika morskiego”.
W dniu 18 czerwca 1941 roku został aresztowany przez NKWD pod zarzutem udziału w spisku wojskowym, szpiegostwie i sabotażu. Śledztwo trwał aż dziesięć lat do jego śmierci w więzieniu 19 września 1951 roku, gdzie cały czas przebywał od chwili aresztowania. 
W dniu 1 listopada 1954 roku został zrehabilitowany przez Specjalne Kolegium Wojskowej.

## Awanse
- kapitan I rangi (Капитан 1-го ранга) (15.03.1936 rozkaz nr 01168/π)
- flagman II rangi (Флагман 2-го ранга) (08.05.1939)
- kontradmirał (Контр-адмирал) (04.06.1940)

## Odznaczenia
- Order Czerwonego Sztandaru (1928)
- Medal jubileuszowy „XX lat Robotniczo-Chłopskiej Armii Czerwonej” (1938)